# ㅗ
ㅗ – samogłoska należąca do grupy pisma hangul, do oznaczenia samogłoski półprzymkniętej tylnej zaokrąglonej [o]. Według transkrypcji McCune’a-Reischauera samogłoska brzmi "o".
ㅗ jest według Koreańskich Zasad Pisowni (Hunminjeongeum) dziewiętnastą literą alfabetu koreańskiego i piątą samogłoską.

## Pismo

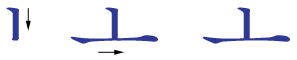
Kolejność stawiania kresek

## Historia
Samogłoska powstała z połączenie kształtów liter ㆍ i ㅣ.